# Bodsjön (Rogsta socken, Hälsingland)
Bodsjön är en sjö i Hudiksvalls kommun i Hälsingland och ingår i Harmångersån-Delångersåns kustområde. Sjön har en area på 0,0543 kvadratkilometer och ligger 22,3 meter över havet.

## Delavrinningsområde
Bodsjön ingår i det delavrinningsområde (685852-157939) som SMHI kallar för Mynnar i havet. Medelhöjden är 16 meter över havet och ytan är 1,9 kvadratkilometer. Räknas de 4 avrinningsområdena uppströms in blir den ackumulerade arean 24,07 kvadratkilometer. Avrinningsområdets utflöde Kvarnmorabäcken mynnar i havet. Avrinningsområdet består mestadels av skog (94 procent). Avrinningsområdet har 0,11 kvadratkilometer vattenytor vilket ger det en sjöprocent på 5,9 procent.